# Дьюхерст, Уинфорд
Уинфорд Дьюхерст (англ. Wynford Dewhurst; 26 января 1864 года, Манчестер — 9 июля 1941 года, Бертон-апон-Трент) — английский художник-импрессионист и теоретик искусств. Прожил долгое время во Франции. Его работы находились под влиянием Клода Моне.

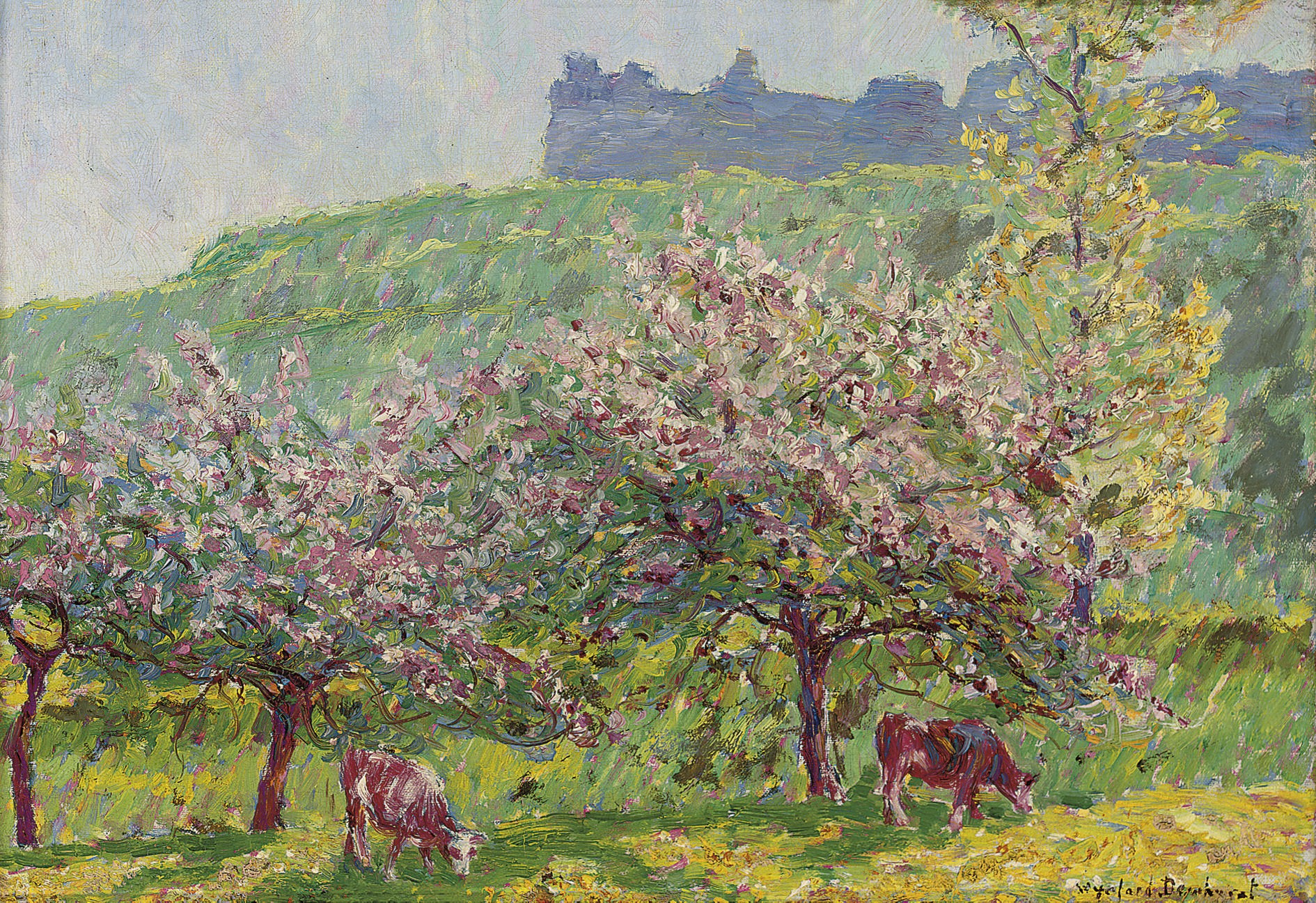
Уинфорд Дьюхерст. Яблоневый цвет в Arc-la-Bataille

## Биография
Уинфорд Дьюхерст родился в Манчестере в 1864 году. Образование получил на дому с репетитором, а позже в колледже Минтольма. Готовясь к профессии юриста, он показал художественный талант и решил продолжить карьеру в качестве художника после того, как некоторые из его рисунков были опубликованы в различных журналах.
Получил художественное образование во Франции в школе изящных искусств в Париже, где был учеником известного французского живописца Жан-Леона Героме. В своем творчестве Дьюхерст находился под сильным влиянием импрессионистов. Впервые он столкнулся с импрессионизмом в творчестве Эмиля Клауса в Брэдфорде. Главным же его наставником стал Клод Моне.
Клоду Моне Уинфорд Дьюхерст посвятил свою работу о французском импрессионизме — Живопись импрессионистов: Генезис и развитие в 1904 году. Это была первая работа по изучению творчества французских живописцев на английском языке с акцентированием внимания на утверждении, что французские импрессионисты просто разработали технику живописи британских художников Джона Констебля и Уильяма Тернера,
Согласно Уинфорду Дьюхерсту, художники, которые, как и он сам, работающие в импрессионистской манере, зачастую «смеялись, имитируя иностранный стиль», и он стремится обосновать свою позицию. «Французские художники просто разработал стиль, который был у англичанин в их концепции». Утверждение Дьюхерста было спорным. Он поднял вопрос о том, был ли импрессионизм французским или британским по происхождению. В своих работах Дьюхерст привел также подробные биографические сведения о наиболее выдающихся художниках — импрессионистах.
В своем творчестве художника Дьюхерст стал известен картинами из сельской местности в окрестностях Дьепа и долине Сены. Здесь он писал регулярно картины. Он признавался, что именно здесь нашёл творческое вдохновение. Здесь он изучал также влияние фиолетового цвета в работах Моне.
На протяжении всей своей жизни Дьюхерст часто выставлялся в Королевском обществе британских художников, в Новом английском художественном клубе с 1909 по 1910 год и в Королевской Академии (здесь он читал лекции по искусству) с 1914 по 1926 год. Провел две персональные выставки в Лондоне; первая — в галерее Уокера в 1923 году, а в 1926 году он провел выставку пастелей в обществе изобразительных искусств.

Выставлялся Дьюхерст в разное время в Париже и Венеции, в Буэнос-Айресе в 1910 году, в Риме в 1911 году, провел ряд персональных выставок в Германии. Образцы его работ можно найти в государственных коллекциях: три картины, в том числе летний туман, Долина Ла-Крез (ок. 1920), находятся в коллекции Национального музея Уэльса, Кардиффе. Пикник (1908). Его знаменитый снимок, который иллюстрирует влияние техники работы Моне небольшими мазками цвета, в результате чего происходит оптическая смесь цветов при взгляде издалека, находится в коллекции Городской художественной галереи Манчестера.
В 1995 году Дьюхерст выставлялся на выставке картин художников-импрессионистов под названием 'импрессионизм в Великобритании" в Арт-галерее в Лондоне. Выставка показала, что импрессионизм был распространен не только во Франции, но и в Британии.

## Статьи
- Claude Monet, Impressionist in Pall Mall Magazine, June 1900.
- A Great French Landscapist in The Artist, October 1900.
- Impressionist Painting: its genesis and development, part 1, in The Studio. vol. XXXIX, April 1903.
- Impressionist Painting: its genesis and development, part 2, in The Studio. vol. XXXIX, July 1903.
- What is Impressionism? in Contemporary Review. vol. XCIX, 1911.